# Elezioni comunali in Campania del 1993
Le elezioni comunali in Campania del 1993 si tennero il 6 giugno (con ballottaggio il 20 giugno) e il 21 novembre (con ballottaggio il 5 dicembre); furono le prime col nuovo sistema elettorale maggioritario e l’elezione diretta del sindaco.

## Elezioni del giugno 1993

### Provincia di Napoli

#### Arzano
| Candidati                               | Candidati                     | Voti                 | %     | Liste                                         | Voti   | %     | Seggi |
| --------------------------------------- | ----------------------------- | -------------------- | ----- | --------------------------------------------- | ------ | ----- | ----- |
|                                         | Michele Vitagliano ✔️ Sindaco | 9.718                | 50,30 | Partito Socialista Italiano                   | 2.889  | 15,41 | 6     |
| Partito Socialista Democratico Italiano | Michele Vitagliano ✔️ Sindaco | 9.718                | 50,30 | 2.171                                         | 11,58  | 4     |       |
| Partito Repubblicano Italiano           | Michele Vitagliano ✔️ Sindaco | 9.718                | 50,30 | 2.005                                         | 10,69  | 4     |       |
| Partito Democratico della Sinistra      | Michele Vitagliano ✔️ Sindaco | 9.718                | 50,30 | 1.978                                         | 10,55  | 4     |       |
|                                         | Arturo Silvestro              | 3.640                | 18,84 | Democrazia Cristiana                          | 3.539  | 18,88 | 5     |
|                                         | Ageo Piscopo                  | 2.588                | 13,39 | Partito Liberale Italiano                     | 2.420  | 12,91 | 3     |
|                                         | Elio D'Auria                  | 1.253                | 6,48  | Partito della Rifondazione Comunista          | 891    | 4,75  | 1     |
| La Rete                                 | Elio D'Auria                  | 1.253                | 6,48  | 675                                           | 3,60   | -     |       |
| Seggio di coalizione                    | Seggio di coalizione          | Seggio di coalizione | 6,48  | 1                                             |        |       |       |
|                                         | Pasquale Iuorio               | 1.248                | 6,46  | Lista Civica Per Arzano                       | 1.346  | 7,18  | 1     |
|                                         | Antonio Pezzella              | 875                  | 4,53  | Movimento Sociale Italiano - Destra Nazionale | 834    | 4,45  | 1     |
| Totale                                  | Totale                        | 19.322               | 100   |                                               | 18.748 | 100   | 30    |

#### Boscoreale
| Candidati | Candidati                                | Voti   | %     | Liste                                         | Voti   | %     | Seggi |
| --------- | ---------------------------------------- | ------ | ----- | --------------------------------------------- | ------ | ----- | ----- |
|           | Giovanni Langella Accede al ballottaggio | 6.370  | 41,28 | Democrazia Cristiana                          | 6.323  | 41,84 | 12    |
|           | Giacomo Tafuro Accede al ballottaggio    | 3.956  | 25,63 | Uniti per Cambiare                            | 3.997  | 26,45 | 4     |
|           | Vincenzo Barbato                         | 2.587  | 16,76 | Insieme per Boscoreale                        | 2.648  | 17,52 | 3     |
|           | Fortunato Marafioti                      | 942    | 6,10  | Partito Socialista Italiano                   | 943    | 6,24  | -     |
|           | Antonio Vitiello                         | 794    | 5,14  | Partito della Rifondazione Comunista          | 602    | 3,98  | -     |
|           | Ciro Cirillo                             | 784    | 5,08  | Movimento Sociale Italiano - Destra Nazionale | 600    | 3,97  | -     |
| Totale    | Totale                                   | 15.433 | 100   |                                               | 15.113 | 100   | 20    |

#### Casoria
| Candidati                          | Candidati                                 | Voti   | %     | Liste                                         | Voti   | %     | Seggi |
| ---------------------------------- | ----------------------------------------- | ------ | ----- | --------------------------------------------- | ------ | ----- | ----- |
|                                    | Francesco De Luca Accede al ballottaggio  | 14.077 | 36,85 | Partito Socialista Italiano                   | 7.283  | 19,91 | 9     |
| Partito Democratico della Sinistra | Francesco De Luca Accede al ballottaggio  | 14.077 | 36,85 | 3.733                                         | 10,21  | 4     |       |
| Federazione dei Verdi              | Francesco De Luca Accede al ballottaggio  | 14.077 | 36,85 | 2.906                                         | 7,94   | 3     |       |
|                                    | Salvatore Graziuso Accede al ballottaggio | 9.632  | 25,22 | Lista per Casoria Unita                       | 7.654  | 20,92 | 5     |
|                                    | Cesare Ferone                             | 6.810  | 17,83 | Democrazia Cristiana                          | 7.699  | 21,05 | 5     |
|                                    | Michele Fasano                            | 3.112  | 8,15  | Partito Socialista Democratico Italiano       | 2.878  | 7,87  | 1     |
|                                    | Spalato Bellerè                           | 2.550  | 6,68  | Movimento Sociale Italiano - Destra Nazionale | 2.359  | 6,45  | 1     |
|                                    | Bartolo Giuseppe Senatore                 | 2.015  | 5,28  | Partito della Rifondazione Comunista          | 2.035  | 5,65  | 2     |
| Totale                             | Totale                                    | 38.196 | 100   |                                               | 36.580 | 100   | 30    |

#### Giugliano in Campania
| Candidati            | Candidati                              | Voti                 | %     | Liste                                         | Voti   | %     | Seggi |
| -------------------- | -------------------------------------- | -------------------- | ----- | --------------------------------------------- | ------ | ----- | ----- |
|                      | Giacomo Gerlini Accede al ballottaggio | 4.556                | 13,30 | Partito Democratico della Sinistra            | 3.829  | 11,39 | 8     |
|                      | Arturo Pirozzi Accede al ballottaggio  | 10.660               | 31,11 | Democrazia Cristiana                          | 12.985 | 38,64 | 8     |
|                      | Francesco Di Nardo                     | 4.064                | 11,86 | Partito Socialista Italiano                   | 3.514  | 10,46 | 7     |
|                      | Carlo Carleo                           | 3.414                | 9,96  | Partito Repubblicano Italiano                 | 3.223  | 9,59  | 1     |
|                      | Pasquale Basile                        | 3.246                | 9,47  | Partito Socialista Democratico Italiano       | 3.003  | 8,94  | 1     |
|                      | Franca Iride                           | 3.242                | 9,46  | Movimento Democratico per Giugliano           | 2.619  | 7,79  | 1     |
|                      | Innocente Poziello                     | 2.624                | 7,66  | Partito della Rifondazione Comunista          | 1.654  | 4,92  | 1     |
| La Rete              | Innocente Poziello                     | 2.624                | 7,66  | 568                                           | 1,69   | -     |       |
| Seggio di coalizione | Seggio di coalizione                   | Seggio di coalizione | 7,66  | 1                                             |        |       |       |
|                      | Vincenzo Basile                        | 2.457                | 7,17  | Movimento Sociale Italiano - Destra Nazionale | 2.208  | 6,57  | 1     |
| Totale               | Totale                                 | 34.263               | 100   |                                               | 33.603 | 100   | 30    |

#### Gragnano
| Candidati                            | Candidati                                 | Voti   | %     | Liste                                         | Voti   | %     | Seggi |
| ------------------------------------ | ----------------------------------------- | ------ | ----- | --------------------------------------------- | ------ | ----- | ----- |
|                                      | Sergio Troiano Accede al ballottaggio     | 6.974  | 41,92 | Insieme per Gragnano                          | 2.640  | 16,48 | 5     |
| Partito Democratico della Sinistra   | Sergio Troiano Accede al ballottaggio     | 6.974  | 41,92 | 2.372                                         | 14,80  | 5     |       |
| Partito della Rifondazione Comunista | Sergio Troiano Accede al ballottaggio     | 6.974  | 41,92 | 1.329                                         | 8,29   | 2     |       |
|                                      | Raffaele Attanasio Accede al ballottaggio | 4.810  | 28,91 | Democrazia Cristiana                          | 5.299  | 33,07 | 5     |
|                                      | Giuseppe Attanasio                        | 2.910  | 17,49 | Città Nuova                                   | 2.917  | 18,20 | 2     |
|                                      | Paolo Lombardi                            | 1.943  | 11,68 | Movimento Sociale Italiano - Destra Nazionale | 1.467  | 9,16  | 1     |
| Totale                               | Totale                                    | 16.637 | 100   |                                               | 16.024 | 100   | 20    |

#### Grumo Nevano
| Candidati | Candidati                                | Voti   | %     | Liste                                         | Voti   | %     | Seggi |
| --------- | ---------------------------------------- | ------ | ----- | --------------------------------------------- | ------ | ----- | ----- |
|           | Angelo Di Lorenzo Accede al ballottaggio | 3.483  | 31,43 | Riformatori Grumesi                           | 3.382  | 30,86 | 12    |
|           | Antonio Di Donato Accede al ballottaggio | 3.277  | 29,57 | Alleanza per Grumo Nevano                     | 3.065  | 27,97 | 4     |
|           | Pasquale Marcato                         | 2.839  | 25,62 | Democrazia Cristiana                          | 3.125  | 28,52 | 3     |
|           | Luigi Cirillo                            | 1.482  | 13,37 | Movimento Sociale Italiano - Destra Nazionale | 1.387  | 12,66 | 1     |
| Totale    | Totale                                   | 11.081 | 100   |                                               | 10.959 | 100   | 20    |

#### Portici
| Candidati                     | Candidati                                  | Voti                 | %     | Liste                                         | Voti   | %     | Seggi |
| ----------------------------- | ------------------------------------------ | -------------------- | ----- | --------------------------------------------- | ------ | ----- | ----- |
|                               | Emilio Parrella Accede al ballottaggio     | 7.226                | 18,79 | Alleanza per Portici                          | 6.381  | 18,01 | 9     |
|                               | Leopoldo Spedaliere Accede al ballottaggio | 11.295               | 29,38 | Partito Democratico della Sinistra            | 4.495  | 12,68 | 2     |
| Partito Repubblicano Italiano | Leopoldo Spedaliere Accede al ballottaggio | 11.295               | 29,38 | 3.059                                         | 8,63   | 2     |       |
| Rifondazione Comunista        | Leopoldo Spedaliere Accede al ballottaggio | 11.295               | 29,38 | 2.147                                         | 6,06   | 1     |       |
| Seggio di coalizione          | Seggio di coalizione                       | Seggio di coalizione | 29,38 | 1                                             |        |       |       |
|                               | Gennaro De Simone                          | 5.835                | 15,18 | Alleanza Cristiana e Democratica per Portici  | 4.780  | 13,49 | 7     |
|                               | Sabino Antonino Sarno                      | 2.803                | 7,29  | Democrazia Cristiana                          | 3.090  | 8,72  | 2     |
|                               | Michele Bruno                              | 2.615                | 6,80  | Movimento Sociale Italiano - Destra Nazionale | 2.610  | 7,36  | 1     |
|                               | Riccardo Russo                             | 2.143                | 5,57  | Movimento Popolare Cristiano                  | 1.959  | 5,53  | 1     |
|                               | Carlo Borriello                            | 1.612                | 4,19  | Federazione dei Verdi                         | 1.528  | 4,31  | 2     |
|                               | Antonio Esposito                           | 1.563                | 4,07  | Partito Socialista Italiano                   | 1.721  | 4,86  | 1     |
|                               | Franco Imparato                            | 1.491                | 3,88  | Il Cittadino                                  | 1.807  | 5,10  | 1     |
|                               | Mario Formicola                            | 956                  | 2,49  | Partito Liberale Italiano                     | 1.020  | 2,88  | -     |
|                               | Maddalena Toscano                          | 910                  | 2,37  | La Rete                                       | 842    | 2,38  | -     |
| Totale                        | Totale                                     | 38.449               | 100   |                                               | 35.439 | 100   | 30    |

#### Pozzuoli
| Candidati                               | Candidati                             | Voti                 | %     | Liste                                           | Voti   | %     | Seggi |
| --------------------------------------- | ------------------------------------- | -------------------- | ----- | ----------------------------------------------- | ------ | ----- | ----- |
|                                         | Aldo Mobilio Accede al ballottaggio   | 8.938                | 22,54 | Partito Democratico della Sinistra              | 5.425  | 14,59 | 13    |
| Alternativa                             | Aldo Mobilio Accede al ballottaggio   | 8.938                | 22,54 | 2.366                                           | 6,36   | 5     |       |
|                                         | Italo Piscione Accede al ballottaggio | 7.555                | 19,05 | Cattolici Democratici                           | 7.914  | 21,29 | 4     |
|                                         | Paolo Martuscelli                     | 6.725                | 16,96 | Democrazia Cristiana                            | 6.893  | 18,54 | 3     |
|                                         | Camillo Sebastiano                    | 6.179                | 15,58 | Alleanza Popolare                               | 2.976  | 8,00  | 1     |
| Partito Socialista Democratico Italiano | Camillo Sebastiano                    | 6.179                | 15,58 | 2.945                                           | 7,92   | 1     |       |
| Seggio di coalizione                    | Seggio di coalizione                  | Seggio di coalizione | 15,58 | 1                                               |        |       |       |
|                                         | Renato D'Oriano                       | 4.226                | 10,66 | Movimento Popolare per la Rinascita di Pozzuoli | 3.112  | 8,37  | 1     |
|                                         | Giovanni Battista Daniele             | 2.391                | 6,03  | Movimento Sociale Italiano - Destra Nazionale   | 2.174  | 5,85  | 1     |
|                                         | Sirio Conte                           | 1.748                | 4,41  | Rifondazione Comunista                          | 1.531  | 4,12  | 1     |
|                                         | Tommaso Gennaro Pollice               | 1.203                | 3,03  | Partito Liberale Italiano                       | 1.173  | 3,15  | -     |
|                                         | Antonio Cannavacciuolo                | 690                  | 1,74  | Insieme per Pozzuoli                            | 672    | 1,81  | -     |
| Totale                                  | Totale                                | 39.655               | 100   |                                                 | 37.181 | 100   | 30    |

#### Qualiano
| Candidati | Candidati                                | Voti   | %     | Liste                                         | Voti   | %     | Seggi |
| --------- | ---------------------------------------- | ------ | ----- | --------------------------------------------- | ------ | ----- | ----- |
|           | Pasquale Galdiero Accede al ballottaggio | 4.160  | 36,01 | Democrazia Cristiana                          | 4.159  | 36,23 | 12    |
|           | Stefano Morgera Accede al ballottaggio   | 3.601  | 31,17 | Alleanza Democratica Insieme per Qualiano     | 3.394  | 29,57 | 5     |
|           | Domenico Mancino                         | 2.069  | 17,91 | Partito Socialista Italiano                   | 2.071  | 18,04 | 2     |
|           | Andrea Granata                           | 1.098  | 9,50  | Impegno per Qualiano-Movimento 18 Aprile 1993 | 1.084  | 9,44  | 1     |
|           | Aniello Cacciapuoti                      | 448    | 3,88  | Partito Socialista Democratico Italiano       | 603    | 5,25  | -     |
|           | Renato Santarcangelo                     | 176    | 1,52  | Movimento Sociale Italiano - Destra Nazionale | 167    | 1,45  | -     |
| Totale    | Totale                                   | 11.552 | 100   |                                               | 11.478 | 100   | 20    |

#### Sant'Antonio Abate
| Candidati | Candidati                                 | Voti   | %     | Liste                                                          | Voti   | %     | Seggi |
| --------- | ----------------------------------------- | ------ | ----- | -------------------------------------------------------------- | ------ | ----- | ----- |
|           | Giuseppe D'Antuono Accede al ballottaggio | 3.623  | 34,15 | Alleanza Cristiani Democratici                                 | 3.561  | 34,14 | 12    |
|           | Mario Savarese Accede al ballottaggio     | 3.600  | 33,93 | Solidarietà e Progresso                                        | 3.569  | 34,06 | 5     |
|           | Carlo Antonio Coppola                     | 1.463  | 13,79 | Democrazia Cristiana                                           | 1.435  | 13,75 | 2     |
|           | Giuseppe D'Aniello                        | 1.196  | 17,91 | Partito Democratico della Sinistra-Partito Socialista Italiano | 1.179  | 11,28 | 2     |
|           | Ciro Abagnale                             | 728    | 6,86  | Movimento Sociale Italiano - Destra Nazionale                  | 711    | 6,80  | -     |
| Totale    | Totale                                    | 10.610 | 100   |                                                                | 10.455 | 100   | 20    |

#### Somma Vesuviana
| Candidati | Candidati                               | Voti   | %     | Liste                                         | Voti   | %     | Seggi |
| --------- | --------------------------------------- | ------ | ----- | --------------------------------------------- | ------ | ----- | ----- |
|           | Alfonso Auriemma Accede al ballottaggio | 6.920  | 38,05 | Uniti per Somma                               | 5.039  | 28,54 | 10    |
|           | Antonio Piccolo Accede al ballottaggio  | 5.813  | 31,97 | Democrazia Cristiana                          | 7.224  | 40,92 | 5     |
|           | Vincenzo Cimmino                        | 2.078  | 11,43 | Partito Socialista Italiano                   | 2.490  | 14,10 | 2     |
|           | Giuseppe Di Palma                       | 1.577  | 8,67  | Partito Socialista Democratico Italiano       | 1.175  | 6,66  | 1     |
|           | Carmine Di Sarno                        | 649    | 3,57  | Summa Nova                                    | 1.230  | 6,97  | 2     |
|           | Zaccaria Miele                          | 1.148  | 6,31  | Movimento Sociale Italiano - Destra Nazionale | 496    | 2,81  | -     |
| Totale    | Totale                                  | 18.185 | 100   |                                               | 17.654 | 100   | 20    |

#### Torre del Greco
| Candidati                   | Candidati                               | Voti   | %     | Liste                                   | Voti   | %     | Seggi |
| --------------------------- | --------------------------------------- | ------ | ----- | --------------------------------------- | ------ | ----- | ----- |
|                             | Antonio Cutolo Accede al ballottaggio   | 16.985 | 32,87 | Partito Democratico della Sinistra      | 6.499  | 13,18 | 14    |
| Partito Socialista Italiano | Antonio Cutolo Accede al ballottaggio   | 16.985 | 32,87 | 3.752                                   | 7,61   | 8     |       |
| Rifondazione Comunista      | Antonio Cutolo Accede al ballottaggio   | 16.985 | 32,87 | 1.335                                   | 2,71   | 2     |       |
|                             | Giovanni Merlino Accede al ballottaggio | 13.096 | 25,34 | Per Torre Del Greco                     | 11.797 | 23,92 | 6     |
|                             | Modesto Caputo                          | 12.848 | 24,86 | Democrazia Cristiana                    | 13.902 | 28,19 | 6     |
|                             | Francesco Balletta                      | 2.211  | 4,28  | Lista Civica                            | 2.779  | 5,64  | 1     |
|                             | Vincenzo Maida                          | 1.772  | 3,43  | Lista Civica                            | 2.240  | 4,54  | 1     |
|                             | Tommaso D'Ambrosio                      | 1.692  | 3,27  | Lista Civica                            | 2.215  | 4,49  | 1     |
|                             | Antonio Ciampaglia                      | 1.469  | 2,84  | Partito Socialista Democratico Italiano | 2.820  | 5,72  | 1     |
|                             | Mario Savonardo                         | 854    | 1,65  | La Rete                                 | 1.037  | 2,10  | -     |
|                             | Luigi Borriello                         | 746    | 1,44  | Progetto Torre                          | 938    | 1,90  | -     |
| Totale                      | Totale                                  | 51.673 | 100   |                                         | 49.314 | 100   | 40    |

#### Volla
| Candidati | Candidati                            | Voti   | %     | Liste                                         | Voti  | %     | Seggi |
| --------- | ------------------------------------ | ------ | ----- | --------------------------------------------- | ----- | ----- | ----- |
|           | Guido Navarra Accede al ballottaggio | 2.279  | 22,40 | Partito Democratico della Sinistra            | 1.608 | 16,20 | 5     |
|           | Antonio Iorio Accede al ballottaggio | 3.449  | 33,91 | Democrazia Cristiana                          | 3.818 | 38,48 | 6     |
|           | Francesco Del Prete                  | 2.100  | 20,64 | Insieme per Volla                             | 2.020 | 20,36 | 6     |
|           | Arcangelo Damiano                    | 704    | 6,92  | Partito Socialista Democratico Italiano       | 669   | 6,74  | 1     |
|           | Maria Rosaria Bottari                | 560    | 5,51  | Rifondazione Comunista                        | 567   | 5,71  | 1     |
|           | Antonio Mastroianni                  | 464    | 4,56  | Partito Socialista Italiano                   | 582   | 5,87  | 1     |
|           | Raffaele Alfano                      | 385    | 3,78  | La Rete                                       | 422   | 4,25  | -     |
|           | Carlo Di Dato                        | 231    | 2,27  | Movimento Sociale Italiano - Destra Nazionale | 237   | 2,39  | -     |
| Totale    | Totale                               | 10.172 | 100   |                                               | 9.923 | 100   | 20    |

### Provincia di Caserta

#### Aversa
| Candidati | Candidati                               | Voti   | %     | Liste                                         | Voti   | %     | Seggi |
| --------- | --------------------------------------- | ------ | ----- | --------------------------------------------- | ------ | ----- | ----- |
|           | Raffaele Ferrara Accede al ballottaggio | 7.007  | 24,33 | Movimento Insieme per Aversa                  | 6.350  | 22,63 | 7     |
|           | Vincenzo Prisco Accede al ballottaggio  | 13.237 | 45,97 | Democrazia Cristiana                          | 14.773 | 52,65 | 16    |
|           | Benito Savastano                        | 3.721  | 12,92 | Movimento Sociale Italiano - Destra Nazionale | 2.617  | 9,33  | 3     |
|           | Angelomaria Jacazzi                     | 2.430  | 8,44  | Partito della Rifondazione Comunista          | 2.087  | 7,44  | 2     |
|           | Salvatore Rotunno                       | 2.399  | 8,33  | Partito Liberale Italiano                     | 2.233  | 7,96  | 2     |
| Totale    | Totale                                  | 28.794 | 100   |                                               | 28.060 | 100   | 30    |

#### Marcianise
| Candidati | Candidati                   | Voti   | %     | Liste                                      | Voti   | %     | Seggi |
| --------- | --------------------------- | ------ | ----- | ------------------------------------------ | ------ | ----- | ----- |
|           | Tommaso Zarrillo ✔️ Sindaco | 10.824 | 51,74 | Unione Democratica Progressista Marcianise | 9.953  | 48,44 | 15    |
|           | Pietro Squeglia             | 10.095 | 48,26 | Democrazia Cristiana                       | 10.595 | 51,56 | 15    |
| Totale    | Totale                      | 20.919 | 100   |                                            | 20.548 | 100   | 30    |

### Provincia di Salerno

#### Cava de' Tirreni
| Candidati | Candidati                                | Voti   | %     | Liste                                         | Voti   | %     | Seggi |
| --------- | ---------------------------------------- | ------ | ----- | --------------------------------------------- | ------ | ----- | ----- |
|           | Raffaele Fiorillo Accede al ballottaggio | 14.078 | 41,29 | Alleanza di Progresso                         | 11.809 | 35,44 | 18    |
|           | Eugenio Abbro Accede al ballottaggio     | 8.374  | 24,56 | Democrazia Cristiana                          | 9.654  | 28,97 | 6     |
|           | Alfonso Senatore                         | 3.820  | 11,20 | Insieme per Cava                              | 3.764  | 11,30 | 2     |
|           | Luca Alfieri                             | 3.448  | 10,11 | Progressisti per Cava                         | 3.739  | 11,22 | 2     |
|           | Antonio Laudato                          | 1.808  | 5,30  | Partito Repubblicano Italiano                 | 1.829  | 5,49  | 1     |
|           | Giovanni Cotugno                         | 1.672  | 4,90  | Movimento Sociale Italiano - Destra Nazionale | 1.605  | 4,82  | 1     |
|           | Giovanni Fortunato                       | 895    | 2,63  | Rifondazione Comunista                        | 919    | 2,76  | -     |
| Totale    | Totale                                   | 34.095 | 100   |                                               | 33.319 | 100   | 30    |

#### Eboli
| Candidati | Candidati                              | Voti   | %     | Liste                                         | Voti   | %     | Seggi |
| --------- | -------------------------------------- | ------ | ----- | --------------------------------------------- | ------ | ----- | ----- |
|           | Antonio Morrone Accede al ballottaggio | 7.043  | 35,31 | Democrazia Cristiana                          | 6.361  | 32,45 | 18    |
|           | Ugo Iorio Accede al ballottaggio       | 3.730  | 18,70 | Partito Socialista Italiano                   | 4.724  | 24,10 | 5     |
|           | Gerardo Rosania                        | 2.260  | 11,33 | Rifondazione Comunista                        | 1.823  | 9,30  | 2     |
|           | Franco Cardiello                       | 1.969  | 9,87  | Movimento Sociale Italiano - Destra Nazionale | 1.385  | 7,07  | 1     |
|           | Vito Capaccio                          | 1.769  | 8,87  | Alleanza di Progresso                         | 1.716  | 8,75  | 1     |
|           | Anna La Salvia                         | 1.455  | 7,29  | Partito Democratico della Sinistra            | 1.400  | 7,14  | 1     |
|           | Alfonso Del Vecchio                    | 985    | 4,94  | Insieme per la Rinascita                      | 1.193  | 6,09  | 1     |
|           | Benito Ingenito                        | 736    | 3,69  | Partito Socialista Democratico Italiano       | 1.000  | 5,10  | 1     |
| Totale    | Totale                                 | 19.947 | 100   |                                               | 19.602 | 100   | 30    |

#### Nocera Superiore
| Candidati | Candidati                             | Voti   | %     | Liste                | Voti   | %     | Seggi |
| --------- | ------------------------------------- | ------ | ----- | -------------------- | ------ | ----- | ----- |
|           | Giuseppe Salvi Accede al ballottaggio | 5.195  | 37,24 | Insieme per Salvi    | 4.880  | 35,38 | 12    |
|           | Angelo Villani Accede al ballottaggio | 5.659  | 40,56 | Democrazia Cristiana | 6.125  | 44,40 | 6     |
|           | Pasquale Cuofano                      | 3.097  | 22,20 | Insieme per Cuofano  | 2.790  | 20,22 | 2     |
| Totale    | Totale                                | 13.951 | 100   |                      | 13.795 | 100   | 20    |

## Elezioni del novembre 1993

### Provincia di Napoli

#### Napoli
| Candidati                               | Candidati                                   | Voti                        | %     | Liste                                         | Voti    | %     | Seggi |
| --------------------------------------- | ------------------------------------------- | --------------------------- | ----- | --------------------------------------------- | ------- | ----- | ----- |
|                                         | Antonio Bassolino Accede al ballottaggio    | 229.649                     | 41,62 | Partito Democratico della Sinistra            | 92.475  | 19,76 | 20    |
| Partito della Rifondazione Comunista    | Antonio Bassolino Accede al ballottaggio    | 229.649                     | 41,62 | 41.452                                        | 8,86    | 8     |       |
| Federazione dei Verdi                   | Antonio Bassolino Accede al ballottaggio    | 229.649                     | 41,62 | 18.049                                        | 3,86    | 3     |       |
| Rinascita Socialista                    | Antonio Bassolino Accede al ballottaggio    | 229.649                     | 41,62 | 12.563                                        | 2,68    | 2     |       |
| La Rete                                 | Antonio Bassolino Accede al ballottaggio    | 229.649                     | 41,62 | 9.763                                         | 2,09    | 2     |       |
| Alternativa per Napoli                  | Antonio Bassolino Accede al ballottaggio    | 229.649                     | 41,62 | 6.497                                         | 1,39    | 1     |       |
|                                         | Alessandra Mussolini Accede al ballottaggio | 171.315                     | 31,05 | Movimento Sociale Italiano - Destra Nazionale | 145.873 | 31,16 | 13    |
|                                         | Massimo Caprara                             | 77.643                      | 14,07 | Democrazia Cristiana                          | 46.730  | 9,98  | 5     |
| Partito Socialista Italiano             | Massimo Caprara                             | 77.643                      | 14,07 | 18.371                                        | 3,92    | 1     |       |
| Partito Socialista Democratico Italiano | Massimo Caprara                             | 77.643                      | 14,07 | 13.882                                        | 2,97    | 1     |       |
| Partito Liberale Italiano               | Massimo Caprara                             | 77.643                      | 14,07 | 6.333                                         | 1,35    | -     |       |
| Seggio al candidato sindaco             | Seggio al candidato sindaco                 | Seggio al candidato sindaco | 14,07 | 1                                             |         |       |       |
|                                         | Sabatino Santangelo                         | 47.658                      | 8,64  | Alleanza per Napoli                           | 38.818  | 6,80  | 3     |
|                                         | Alberto Garofalo                            | 6.745                       | 1,22  | Servire Napoli                                | 6.824   | 1,46  | -     |
|                                         | Antonio D'Acunto                            | 6.076                       | 1,10  | Lista Arcobaleno                              | 5.051   | 1,08  | -     |
|                                         | Fortunato Sommella                          | 4.670                       | 0,85  | Progetto Napoli Nuova                         | 5.073   | 1,08  | -     |
|                                         | Giuseppe Saggese                            | 4.039                       | 0,73  | Noi per Napoli                                | 4,014   | 0,86  | -     |
|                                         | Donatella Dufour                            | 3.920                       | 0,71  | Coscienza di Napoli                           | 3.333   | 0,71  | -     |
| Totale                                  | Totale                                      | 551.715                     | 100   |                                               | 468.102 | 100   | 60    |

Ballottaggio
| Candidati | Candidati                    | Voti    | %     |
| --------- | ---------------------------- | ------- | ----- |
|           | Antonio Bassolino ✔️ Sindaco | 300.964 | 55,65 |
|           | Alessandra Mussolini         | 239.867 | 44,35 |
| Totale    | Totale                       | 540.831 | 100   |

#### Marano di Napoli
| Candidati | Candidati                             | Voti   | %     | Liste                                         | Voti   | %     | Seggi |
| --------- | ------------------------------------- | ------ | ----- | --------------------------------------------- | ------ | ----- | ----- |
|           | Mauro Bertini Accede al ballottaggio  | 4.256  | 16,94 | Partito della Rifondazione Comunista          | 3.518  | 14,36 | 6     |
|           | Antonio Cesaro Accede al ballottaggio | 6.543  | 26,04 | Democrazia Cristiana                          | 7.219  | 29,46 | 7     |
|           | Giuseppe Carandente Giarusso          | 4.086  | 16,26 | Insieme per Marano                            | 3.905  | 15,94 | 6     |
|           | Costanzo Ioni                         | 3.763  | 14,98 | Partito Democratico della Sinistra            | 3.730  | 15,22 | 6     |
|           | Raffaele De Rosa                      | 3.000  | 11,94 | Organizziamo la Speranza e G.C.S.             | 3.023  | 12,34 | 2     |
|           | Benito Simonelli                      | 2.348  | 9,35  | Movimento Sociale Italiano - Destra Nazionale | 2.031  | 8,29  | 2     |
|           | Giuseppe Granata                      | 1.128  | 4,49  | Federazione dei Verdi                         | 1.079  | 4,40  | 1     |
| Totale    | Totale                                | 25.124 | 100   |                                               | 24.505 | 100   | 30    |

#### Ottaviano
| Candidati | Candidati                                  | Voti   | %     | Liste                                | Voti   | %     | Seggi |
| --------- | ------------------------------------------ | ------ | ----- | ------------------------------------ | ------ | ----- | ----- |
|           | Giovanni D'Ambrosio Accede al ballottaggio | 3.526  | 27,38 | Lista civica di centro               | 3.193  | 27,17 | 12    |
|           | Francesco Gentile Accede al ballottaggio   | 2.190  | 17,01 | Lista civica di sinistra             | 2.077  | 17,67 | 2     |
|           | Alfonso Cepparulo                          | 1.663  | 12,92 | Partito Socialista Italiano          | 1.824  | 15,52 | 2     |
|           | Filomena Bravaccio                         | 1.285  | 9,98  | Democrazia Cristiana                 | 1.206  | 10,26 | 1     |
|           | Francesco Catapano                         | 1.234  | 9,58  | Lista civica di centro               | 1.001  | 8,52  | 1     |
|           | Domenico Sperandeo                         | 1.229  | 9,54  | Lista Civica                         | 973    | 8,28  | 1     |
|           | Giuseppina Casillo                         | 1.029  | 7,99  | Partito della Rifondazione Comunista | 913    | 7,77  | 1     |
|           | Francesco D'Ascoli                         | 720    | 5,59  | Lista Civica                         | 566    | 4,82  | -     |
| Totale    | Totale                                     | 12.876 | 100   |                                      | 11.753 | 100   | 20    |

#### Poggiomarino
| Candidati | Candidati                            | Voti   | %     | Liste                                                    | Voti  | %     | Seggi |
| --------- | ------------------------------------ | ------ | ----- | -------------------------------------------------------- | ----- | ----- | ----- |
|           | Roberto Aprea Accede al ballottaggio | 4.301  | 41,89 | Movimento per la Riforma della Politica-Per Poggiomarino | 4.130 | 41,44 | 12    |
|           | Alberto Boccia                       | 3.452  | 33,62 | Democrazia Cristiana                                     | 3.883 | 38,96 | 6     |
|           | Vincenzo Battaglia                   | 1.669  | 16,26 | Poggiomarino-Flocco-Fornillo                             | 1.280 | 12,84 | 1     |
|           | Ferdinando Boccia                    | 845    | 8,23  | Uniti per il Progresso di Poggiomarino                   | 674   | 6,76  | 1     |
| Totale    | Totale                               | 10.267 | 100   |                                                          | 9.967 | 100   | 20    |

#### San Giorgio a Cremano
| Candidati                          | Candidati                                 | Voti                 | %     | Liste                                          | Voti   | %     | Seggi |
| ---------------------------------- | ----------------------------------------- | -------------------- | ----- | ---------------------------------------------- | ------ | ----- | ----- |
|                                    | Aldo Vella Accede al ballottaggio         | 8.938                | 27,85 | Partito Democratico della Sinistra             | 4.486  | 15,42 | 10    |
| Alleanza Democratica               | Aldo Vella Accede al ballottaggio         | 8.938                | 27,85 | 2.258                                          | 7,76   | 5     |       |
| Federazione dei Verdi              | Aldo Vella Accede al ballottaggio         | 8.938                | 27,85 | 1.270                                          | 4,37   | 3     |       |
|                                    | Domenico Giorgiano Accede al ballottaggio | 6.297                | 19,62 | Democrazia Cristiana                           | 3.299  | 11,34 | 2     |
| Laici e Socialisti per San Giorgio | Domenico Giorgiano Accede al ballottaggio | 6.297                | 19,62 | 1.841                                          | 6,33   | 1     |       |
| Città dell'Uomo                    | Domenico Giorgiano Accede al ballottaggio | 6.297                | 19,62 | 1.283                                          | 4,41   | -     |       |
| Seggio di coalizione               | Seggio di coalizione                      | Seggio di coalizione | 19,62 | 1                                              |        |       |       |
|                                    | Giovanni Carbone                          | 4.682                | 14,59 | Rifondazione Comunista                         | 2.514  | 8,64  | 1     |
| La Rete                            | Giovanni Carbone                          | 4.682                | 14,59 | 832                                            | 2,86   | -     |       |
| Seggio di coalizione               | Seggio di coalizione                      | Seggio di coalizione | 14,59 | 1                                              |        |       |       |
|                                    | Mario Coletti                             | 4.343                | 13,53 | Forze Popolari                                 | 3.928  | 13,50 | 3     |
|                                    | Salvatore Galdieri                        | 4.088                | 12,74 | Movimento Sociale Italiano - Destra Nazionale  | 3.588  | 12,33 | 2     |
|                                    | Michele Coppola                           | 2.013                | 6,27  | Impegno Civico                                 | 1.973  | 6,78  | 1     |
|                                    | Annamaria Fontana                         | 1.172                | 3,65  | Popolari Democratici per San Giorgio a Cremano | 1.137  | 3,91  | -     |
|                                    | Raffaele Serao                            | 564                  | 1,76  | Rinascita Socialista                           | 680    | 2,34  | -     |
| Totale                             | Totale                                    | 32.097               | 100   |                                                | 29.089 | 100   | 30    |

#### Sant'Antimo
| Candidati               | Candidati                                  | Voti                 | %     | Liste                                         | Voti   | %     | Seggi |
| ----------------------- | ------------------------------------------ | -------------------- | ----- | --------------------------------------------- | ------ | ----- | ----- |
|                         | Arcangelo Cappuccio Accede al ballottaggio | 3.733                | 23,02 | Partito Democratico della Sinistra            | 3.215  | 20,38 | 12    |
|                         | Gennaro Verde Accede al ballottaggio       | 6.493                | 40,05 | Democrazia Cristiana                          | 4.432  | 28,10 | 5     |
| Rinnovamento Socialista | Gennaro Verde Accede al ballottaggio       | 6.493                | 40,05 | 3.111                                         | 19,72  | 3     |       |
| Seggio di coalizione    | Seggio di coalizione                       | Seggio di coalizione | 40,05 | 1                                             |        |       |       |
|                         | Massimo Natale                             | 3.084                | 19,02 | Solidarietà Democratica                       | 2.731  | 17,32 | 3     |
|                         | Carlo Sorbo                                | 1.914                | 11,80 | Alleanza per Sant'Antimo                      | 1.706  | 10,82 | 6     |
|                         | Carmine D'Amodio                           | 990                  | 6,11  | Movimento Sociale Italiano - Destra Nazionale | 577    | 3,66  | -     |
| Totale                  | Totale                                     | 16.214               | 100   |                                               | 15.772 | 100   | 30    |

### Provincia di Benevento

#### Benevento
| Candidati                               | Candidati                                | Voti                        | %     | Liste                                 | Voti   | %     | Seggi |
| --------------------------------------- | ---------------------------------------- | --------------------------- | ----- | ------------------------------------- | ------ | ----- | ----- |
|                                         | Donato Del Mese Accede al ballottaggio   | 16.939                      | 39,90 | Democrazia Cristiana                  | 12.955 | 31,17 | 13    |
| Insieme per la Città (PSI - PLI - PRI)  | Donato Del Mese Accede al ballottaggio   | 16.939                      | 39,90 | 9.382                                 | 22,57  | 9     |       |
| Partito Socialista Democratico Italiano | Donato Del Mese Accede al ballottaggio   | 16.939                      | 39,90 | 3.329                                 | 8,01   | 3     |       |
| Unione di Centro Sanniti                | Donato Del Mese Accede al ballottaggio   | 16.939                      | 39,90 | 536                                   | 1,29   | -     |       |
| Seggio al candidato sindaco             | Seggio al candidato sindaco              | Seggio al candidato sindaco | 39,90 | 1                                     |        |       |       |
|                                         | Pasquale Viespoli Accede al ballottaggio | 13.339                      | 31,42 | Lista per Benevento                   | 6.191  | 14,90 | 6     |
|                                         | Domenica Zanin                           | 9.944                       | 23,43 | Alleanza per Benevento (PDS)          | 7.101  | 17,09 | 7     |
|                                         | Pompeo Nuzzolo                           | 1.360                       | 3,20  | Piazza Grande                         | 1.248  | 3,00  | 1     |
|                                         | Patrizia Bonelli                         | 472                         | 1,11  | Lega Italia Federale                  | 439    | 1,06  | -     |
|                                         | Ignazio Catauro                          | 395                         | 0,93  | Movimento Politico Democratico Sannio | 379    | 0,91  | -     |
| Totale                                  | Totale                                   | 42.449                      | 100   |                                       | 41.560 | 100   | 40    |

Ballottaggio
| Candidati | Candidati                    | Voti   | %     |
| --------- | ---------------------------- | ------ | ----- |
|           | Pasquale Viespoli ✔️ Sindaco | 27.975 | 71,49 |
|           | Donato Del Mese              | 11.155 | 28,51 |
| Totale    | Totale                       | 39.130 | 100   |

### Provincia di Caserta

#### Caserta
| Candidati | Candidati                             | Voti   | %     | Liste                                         | Voti   | %     | Seggi |
| --------- | ------------------------------------- | ------ | ----- | --------------------------------------------- | ------ | ----- | ----- |
|           | Aldo Bulzoni Accede al ballottaggio   | 18.096 | 40,77 | Alleanza per Caserta Nuova (PDS - Rete)       | 15.919 | 36,96 | 24    |
|           | Renato Coppola Accede al ballottaggio | 7.627  | 17,18 | Democrazia Cristiana                          | 8.485  | 19,70 | 5     |
|           | Giovanni Rizzo                        | 5.255  | 11,84 | Civitas Lavoro                                | 5.973  | 13,87 | 4     |
|           | Mario De Florio                       | 5.136  | 11,57 | Movimento Sociale Italiano - Destra Nazionale | 4.598  | 10,68 | 3     |
|           | Francesco Martusciello                | 3.357  | 7,56  | Alternativa per Caserta                       | 2.870  | 6,66  | 2     |
|           | Antimo Ronzo                          | 2.801  | 6,31  | Uniti per la Città                            | 3.121  | 7,25  | 2     |
|           | Saverio Gallo                         | 1.495  | 3,37  | Partito della Rifondazione Comunista          | 1.409  | 3,27  | -     |
|           | Finizio Di Tommaso                    | 620    | 1,40  | Rinascita Casertana                           | 694    | 1,61  | -     |
| Totale    | Totale                                | 44.387 | 100   |                                               | 43.069 | 100   | 40    |

Ballottaggio
| Candidati | Candidati               | Voti   | %     |
| --------- | ----------------------- | ------ | ----- |
|           | Aldo Bulzoni ✔️ Sindaco | 28.395 | 76,01 |
|           | Renato Coppola          | 8.962  | 23,99 |
| Totale    | Totale                  | 37.357 | 100   |

#### Casal di Principe
| Candidati | Candidati                                   | Voti  | %     | Liste                                         | Voti  | %     | Seggi |
| --------- | ------------------------------------------- | ----- | ----- | --------------------------------------------- | ----- | ----- | ----- |
|           | Renato Franco Natale Accede al ballottaggio | 3.479 | 35,91 | Partito Democratico della Sinistra            | 3.440 | 35,85 | 12    |
|           | Luigi Scalzone Accede al ballottaggio       | 3.159 | 32,61 | Movimento Sociale Italiano - Destra Nazionale | 3.099 | 32,29 | 4     |
|           | Francesco Schiavone                         | 3.050 | 31,48 | Mista di Centro                               | 3.057 | 31,86 | 4     |
| Totale    | Totale                                      | 9.688 | 100   |                                               | 9.596 | 100   | 20    |

#### Castel Volturno
| Candidati              | Candidati                                 | Voti  | %     | Liste                                         | Voti  | %     | Seggi |
| ---------------------- | ----------------------------------------- | ----- | ----- | --------------------------------------------- | ----- | ----- | ----- |
|                        | Mario Luise Accede al ballottaggio        | 2.817 | 33,79 | Alleanza per Castel Volturno                  | 2.189 | 27,21 | 10    |
| Io Amo Castel Volturno | Mario Luise Accede al ballottaggio        | 2.817 | 33,79 | 441                                           | 5,48  | 2     |       |
|                        | Vincenzo Schiavone Accede al ballottaggio | 2.455 | 29,44 | Popolari per Castel Volturno                  | 2.377 | 29,54 | 4     |
|                        | Bruno Di Domenico                         | 2.195 | 26,33 | Rinnovamento e Progresso                      | 2.187 | 27,18 | 3     |
|                        | Silvana Elena Noviello                    | 871   | 10,45 | Movimento Sociale Italiano - Destra Nazionale | 852   | 10,59 | 1     |
| Totale                 | Totale                                    | 8.338 | 100   |                                               | 8.046 | 100   | 20    |

#### Mondragone
| Candidati            | Candidati                              | Voti                 | %     | Liste                                         | Voti   | %     | Seggi |
| -------------------- | -------------------------------------- | -------------------- | ----- | --------------------------------------------- | ------ | ----- | ----- |
|                      | Luigi Nunziata                         | 2.700                | 19,07 | Movimento Sociale Italiano - Destra Nazionale | 1.322  | 9,80  | 7     |
| Lista Ecologica      | Luigi Nunziata                         | 2.700                | 19,07 | 1.011                                         | 7,49   | 5     |       |
|                      | Michele Zannini Accede al ballottaggio | 4.748                | 33,54 | Unione Popolare                               | 4.583  | 33,97 | 4     |
| Lista Civica         | Michele Zannini Accede al ballottaggio | 4.748                | 33,54 | 1.021                                         | 7,57   | -     |       |
| Seggio di coalizione | Seggio di coalizione                   | Seggio di coalizione | 33,54 | 1                                             |        |       |       |
|                      | Achille Cennami                        | 2.616                | 18,48 | Mista di Sinistra                             | 1.939  | 14,37 | 1     |
|                      | Mario Aldo Amilcare Stefanelli         | 2.061                | 14,56 | Partito Repubblicano Italiano                 | 1.644  | 12,18 | 1     |
|                      | Francesco Petrella                     | 2.031                | 14,35 | Lista Civica                                  | 1.973  | 14,62 | 1     |
| Totale               | Totale                                 | 14.156               | 100   |                                               | 13.493 | 100   | 20    |

#### San Felice a Cancello
| Candidati | Candidati                                 | Voti  | %     | Liste                                   | Voti  | %     | Seggi |
| --------- | ----------------------------------------- | ----- | ----- | --------------------------------------- | ----- | ----- | ----- |
|           | Francesco Zaccaria Accede al ballottaggio | 4.303 | 44,95 | Lista Civica                            | 4.258 | 45,18 | 10    |
|           | Pasquale Ferrara Accede al ballottaggio   | 3.345 | 34,94 | Partito Socialista Democratico Italiano | 3.267 | 34,67 | 7     |
|           | Luigi Migliore                            | 1.131 | 11,81 | Lista Civica                            | 1.132 | 12,01 | 2     |
|           | Mario Ferrara                             | 794   | 8,29  | Partito Repubblicano Italiano           | 767   | 8,14  | 1     |
| Totale    | Totale                                    | 9.573 | 100   |                                         | 9.424 | 100   | 20    |

#### Sessa Aurunca
| Candidati                                     | Candidati                   | Voti   | %   | Liste                              | Voti   | %     | Seggi |
| --------------------------------------------- | --------------------------- | ------ | --- | ---------------------------------- | ------ | ----- | ----- |
|                                               | Elio Meschinelli ✔️ Sindaco | 11.822 | 100 | Partito Democratico della Sinistra | 3.533  | 31,34 | 6     |
| Partito Socialista Italiano                   | Elio Meschinelli ✔️ Sindaco | 11.822 | 100 | 2.660                              | 23,46  | 5     |       |
| Progetto Aurunco                              | Elio Meschinelli ✔️ Sindaco | 11.822 | 100 | 2.612                              | 23,04  | 5     |       |
| Movimento Sociale Italiano - Destra Nazionale | Elio Meschinelli ✔️ Sindaco | 11.822 | 100 | 2.513                              | 22,16  | 4     |       |
| Totale                                        | Totale                      | 11.822 | 100 |                                    | 11.338 | 100   | 20    |

### Provincia di Salerno

#### Salerno
| Candidati                   | Candidati                                | Voti                        | %     | Liste                                         | Voti   | %     | Seggi |
| --------------------------- | ---------------------------------------- | --------------------------- | ----- | --------------------------------------------- | ------ | ----- | ----- |
|                             | Vincenzo De Luca Accede al ballottaggio  | 22.620                      | 23,71 | Progressisti per Salerno                      | 17.829 | 19,68 | 24    |
|                             | Giuseppe Acocella Accede al ballottaggio | 18.918                      | 19,83 | Salerno Progresso                             | 19.223 | 21,22 | 6     |
|                             | Gaetano Colucci                          | 16.739                      | 17,54 | Movimento Sociale Italiano - Destra Nazionale | 11.640 | 12,85 | 3     |
|                             | Filodemo Iannuzzelli                     | 11.469                      | 12,02 | Sviluppo e Solidarietà                        | 4.367  | 4,82  | 1     |
| Federazione dei Verdi       | Filodemo Iannuzzelli                     | 11.469                      | 12,02 | 3.586                                         | 3,96   | -     |       |
| La Rete                     | Filodemo Iannuzzelli                     | 11.469                      | 12,02 | 1.522                                         | 1,68   | -     |       |
| Seggio al candidato sindaco | Seggio al candidato sindaco              | Seggio al candidato sindaco | 12,02 | 1                                             |        |       |       |
|                             | Giovanni Sullutrone                      | 9.786                       | 10,26 | Salerno                                       | 8.413  | 9,29  | 1     |
| Insieme per Salerno         | Giovanni Sullutrone                      | 9.786                       | 10,26 | 4.292                                         | 4,74   | 1     |       |
| Seggio al candidato sindaco | Seggio al candidato sindaco              | Seggio al candidato sindaco | 10,26 | 1                                             |        |       |       |
|                             | Ernesto Manzo                            | 3.849                       | 4,03  | Lista civica                                  | 4.832  | 5,33  | 1     |
|                             | Massimo Bignardi                         | 2.575                       | 2,70  | Partito della Rifondazione Comunista          | 2.427  | 2,68  | -     |
|                             | Vincenzo Cammarota                       | 2.444                       | 2,56  | Lista per Salerno                             | 3.400  | 3,75  | 1     |
|                             | Vilma Fezza Valiante                     | 1.879                       | 1,97  | Cambia Salerno                                | 2.572  | 2,84  | -     |
|                             | Gaetano Parlavecchia                     | 1.735                       | 1,82  | Viva Salerno                                  | 2.037  | 2,25  | -     |
|                             | Salvatore Milo                           | 1.410                       | 1,48  | Progresso Democratico                         | 1.769  | 1,95  | -     |
|                             | Luigi Santorelli                         | 995                         | 1,04  | Salerno Città Nuova                           | 1.347  | 1,49  | -     |
|                             | Serafino Molinari                        | 588                         | 0,62  | Lega Italia Federale                          | 660    | 0,73  | -     |
|                             | Albino Iuzzolino                         | 407                         | 0,43  | Nuove Pagine                                  | 684    | 0,75  | -     |
| Totale                      | Totale                                   | 95.414                      | 100   |                                               | 90.600 | 100   | 40    |

Ballottaggio
| Candidati | Candidati                   | Voti   | %     |
| --------- | --------------------------- | ------ | ----- |
|           | Vincenzo De Luca ✔️ Sindaco | 48.154 | 57,91 |
|           | Giuseppe Acocella           | 34.994 | 42,09 |
| Totale    | Totale                      | 83.148 | 100   |